# Dow Jones Composite Average
| Dow Jones Composite Average | Dow Jones Composite Average |
| --------------------------- | --------------------------- |
|                             |                             |
| Stammdaten                  |                             |
| Staat                       | Vereinigte Staaten          |
| Börse                       | New York Stock Exchange     |
| ISIN                        | XC0009694198                |
| WKN                         | 969419                      |
| Symbol                      | DJA                         |
| RIC                         | ^DJA                        |
| Bloomberg-Code              | COMP <INDEX>                |
| Kategorie                   | Aktienindex                 |
| Typ                         | Kursindex                   |
| Familie                     | Dow Jones                   |

Der Dow Jones Composite Average ist ein Aktienindex mit 65 der bedeutendsten börsennotierten Unternehmen der USA. Er umfasst alle Aktiengesellschaften des Dow Jones Industrial Average, des Dow Jones Transportation Average und des Dow Jones Utility Average.

## Berechnung
Der Dow Jones Composite Average ist ein Kursindex mit 65 der größten US-amerikanischen Unternehmen an der New York Stock Exchange (NYSE) und der NASDAQ. Er umfasst die 30 Industriewerte des Dow Jones Industrial Average, die 20 Transportunternehmen des Dow Jones Transportation Average und die 15 Versorgungsunternehmen des Dow Jones Utility Average. Er wird ohne Dividenden, Bezugsrechte und Sonderzahlungen berechnet, das heißt, er ist ein preisgewichteter Index. Der Indexstand wird ausschließlich auf Grund der Aktienkurse ermittelt und nur um Erträge aus Bezugsrechten und Sonderzahlungen bereinigt. Bei Aktiensplits und Aktienzusammenlegungen wird der Index durch Korrekturfaktoren bereinigt.
Die Berechnung erfolgt anhand der Aufsummierung der einzelnen Aktienkurse und der anschließenden Division durch die Anzahl der Aktien im Index. Die Anzahl der Aktien im Streubesitz wird nicht berücksichtigt. Die Aufnahme von Unternehmen in den Dow Jones Composite Average und Indexausschlüsse folgen keinen festen Regeln, sondern unterliegen dem Ermessen der Herausgeber des Wall Street Journal. Die Berechnung wird während der NYSE-Handelszeit von 9:30 bis 16:00 Ortszeit (15:30 bis 22:00 MEZ) jede Sekunde aktualisiert.

## Geschichte
Der Index wird seit 1934 vom Verlagshaus Dow Jones berechnet. Ein Meilenstein in der Entwicklung des Dow Jones Composite Average war der 22. September 1983, als der Index mit 501,22 Punkten erstmals den Handel über der 500-Punkte-Marke beendete. Am 19. Juli 1989 schloss er mit 1.001,05 Punkten zum ersten Mal über der Marke von 1.000 Punkten. Die Marke von 2.000 Punkten überwand der Index erstmals am 15. November 1996 mit einem Schlussstand von 2.000,92 Punkten.
Der Dow Jones Composite Average markierte auch in den folgenden Jahren weitere Rekordstände. Am 11. März 1999 schloss er mit 3.009,54 Punkten zum ersten Mal über der 3.000-Punkte-Marke. Einen Höhepunkt markierte der Index am 21. Mai 2001 mit einem Schlussstand von 3.392,23 Punkten. Das Platzen der Spekulationsblase im Technologiesektor (Dotcom-Blase) hatte auch Auswirkungen auf den Dow Jones Composite Average. Er fiel bis 9. Oktober 2002 auf einen Tiefststand von 2.033,44 Punkten. Das war gegenüber Mai 2001 ein Rückgang von 40,1 Prozent.
Der 9. Oktober 2002 markiert das Ende der Talfahrt. Ab Herbst 2002 begann der Index wieder zu steigen. Am 29. Dezember 2003 schloss er mit 3.008,18 Punkten erstmals seit 16. April 2002 wieder über der 3.000-Punkte-Marke. Die Marke von 4.000 Punkten überwand der Index zum ersten Mal am 5. Mai 2006, als er mit 4.002,62 Punkten schloss. Am 19. Juli 2007 markierte der Dow Jones Composite Average mit einem Schlussstand von 4.731,10 Punkten ein Allzeithoch.
Im Verlauf der internationalen Finanzkrise, die im Sommer 2007 in der US-Immobilienkrise ihren Ursprung hatte, begann der Index wieder zu sinken. Am 24. Oktober 2008 schloss er mit 2.964,87 Punkten erstmals seit 23. August 2004 unter der Grenze von 3.000 Punkten. Auf den tiefsten Stand seit 14. März 2003 fiel der Dow Jones Composite Average am 9. März 2009, als er den Handel mit 2.195,30 Punkten beendete. Seit dem Allzeithoch vom 19. Juli 2007 entspricht das einem Rückgang um 53,6 Prozent.
Der 9. März 2009 bedeutete das Ende der Talfahrt. Ab dem Frühjahr 2009 hat sich der Börsenindex wieder stark erholt. Bis zum 7. Juli 2011 stieg er um 101,4 Prozent auf einen Schlussstand von 4.420,67 Punkten. Von 2018 bis 2022 stieg der Kurs von 24.719,22 auf 36.338,30, jeweils zu Jahresbeginn.

## Zusammensetzung
Der Dow Jones Composite Average besteht aus folgenden 65 Werten (Stand: 26. Mai 2023).
| Name                                    | Symbol | Logo |
| --------------------------------------- | ------ | ---- |
| 3M                                      | MMM    |      |
| AES Corporation                         | AES    |      |
| Alaska Air Group                        | ALK    |      |
| American Airlines Group                 | AAL    |      |
| American Electric Power                 | AEP    |      |
| American Express                        | AXP    |      |
| American Water Works Company            | AWK    |      |
| Apple                                   | AAPL   |      |
| Avis Budget Group                       | CAR    |      |
| Boeing                                  | BA     |      |
| C. H. Robinson Worldwide                | CHRW   |      |
| Caterpillar                             | CAT    |      |
| CenterPoint Energy                      | CNP    |      |
| Chevron                                 | CVX    |      |
| Cisco Systems                           | CSCO   |      |
| Consolidated Edison                     | ED     |      |
| CSX Transportation                      | CSX    |      |
| Delta Air Lines                         | DAL    |      |
| Dominion Energy                         | D      |      |
| Dow Chemical                            | DOW    |      |
| Duke Energy                             | DUK    |      |
| Edison International                    | EIX    |      |
| Exelon                                  | EXC    |      |
| Expeditors International                | EXPD   |      |
| ExxonMobil                              | XOM    |      |
| FedEx                                   | FDX    |      |
| FirstEnergy                             | FE     |      |
| General Electric                        | GE     |      |
| Goldman Sachs                           | GS     |      |
| IBM                                     | IBM    |      |
| Intel                                   | INTC   |      |
| J. B. Hunt                              | JBHT   |      |
| jetBlue Airways                         | JBLU   |      |
| Johnson & Johnson                       | JNJ    |      |
| JPMorgan Chase                          | JPM    |      |
| Kirby                                   | KEX    |      |
| Landstar System                         | LSTR   |      |
| Matson                                  | MATX   |      |
| McDonald’s                              | MCD    |      |
| Merck & Co.                             | MRK    |      |
| Microsoft                               | MSFT   |      |
| NextEra Energy                          | NEE    |      |
| Nike                                    | NKE    |      |
| NiSource                                | NI     |      |
| Norfolk Southern                        | NSC    |      |
| Pacific Gas and Electric                | PCG    |      |
| Pfizer                                  | PFE    |      |
| Procter & Gamble                        | PG     |      |
| Public Service Electric and Gas Company | PEG    |      |
| Raytheon Technologies                   | RTX    |      |
| Ryder System                            | R      |      |
| Southern Company                        | SO     |      |
| Southwest Airlines                      | LUV    |      |
| The Coca-Cola Company                   | KO     |      |
| The Home Depot                          | HD     |      |
| The Travelers Companies                 | TRV    |      |
| The Walt Disney Company                 | DIS    |      |
| Union Pacific                           | UNP    |      |
| United Airlines Holdings                | UAL    |      |
| UnitedHealth                            | UNH    |      |
| United Parcel Service                   | UPS    |      |
| Verizon Communications                  | VZ     |      |
| Visa                                    | V      |      |
| Walmart                                 | WMT    |      |